# جيسون بيرس
جيسون بيرس (بالإنجليزية: Jason Pearce)‏ (6 ديسمبر 1987 في المملكة المتحدة - ) هو لاعب كرة قدم بريطاني في مركز الدفاع. لعب مع ليدز يونايتد ونادي بورتسموث ونادي بورنموث وويغان أتلتيك ونادي وكينغ وبوغنور ريجيس تاون.

## وصلات خارجية
- جيسون بيرس على موقع قاعدة بيانات كرة القدم.إي يو (الإنجليزية)
- جيسون بيرس على موقع Soccerbase.com (لاعب) (الإنجليزية)